# Jossa (Sinntal)

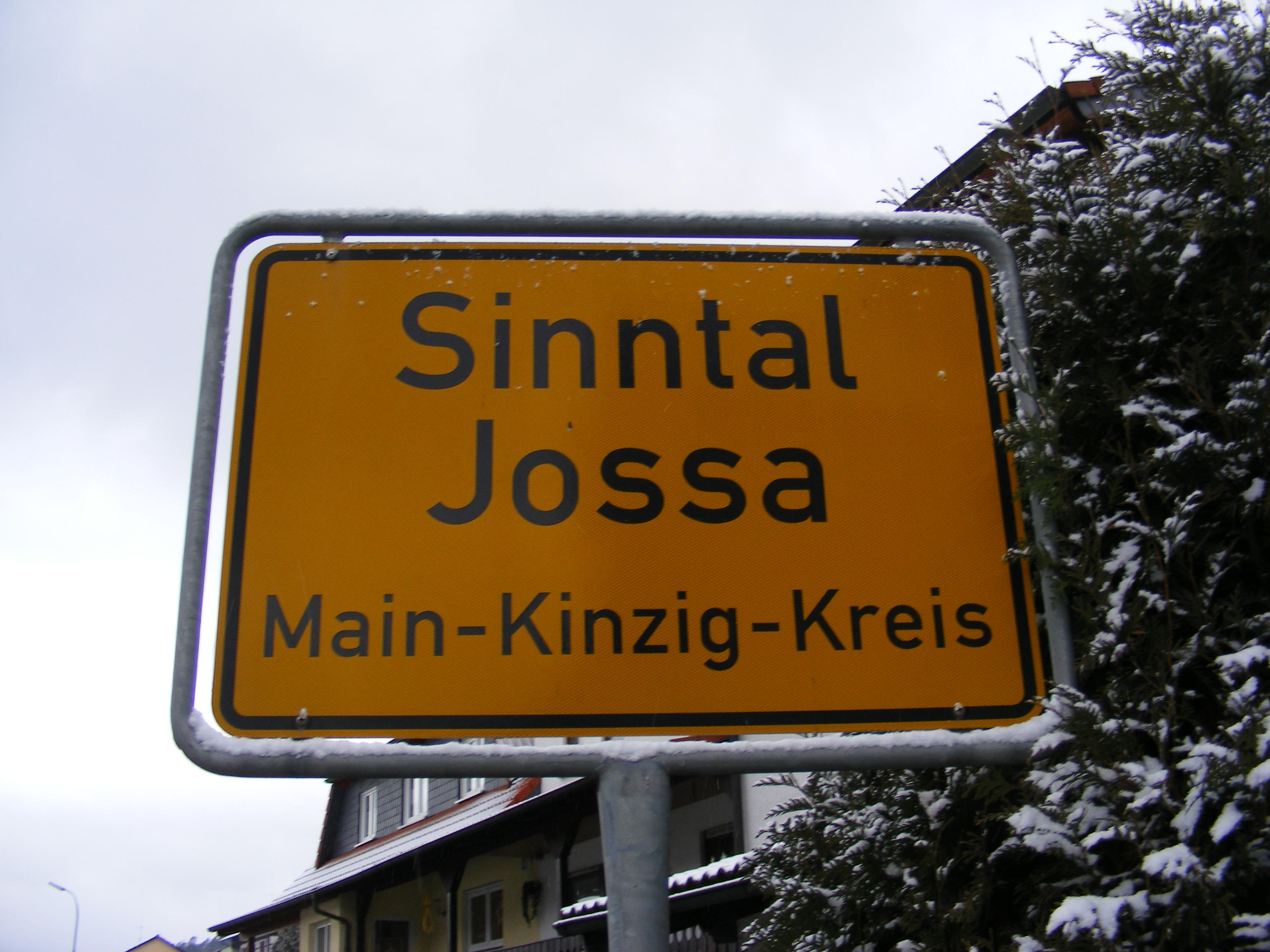
Ortsschild

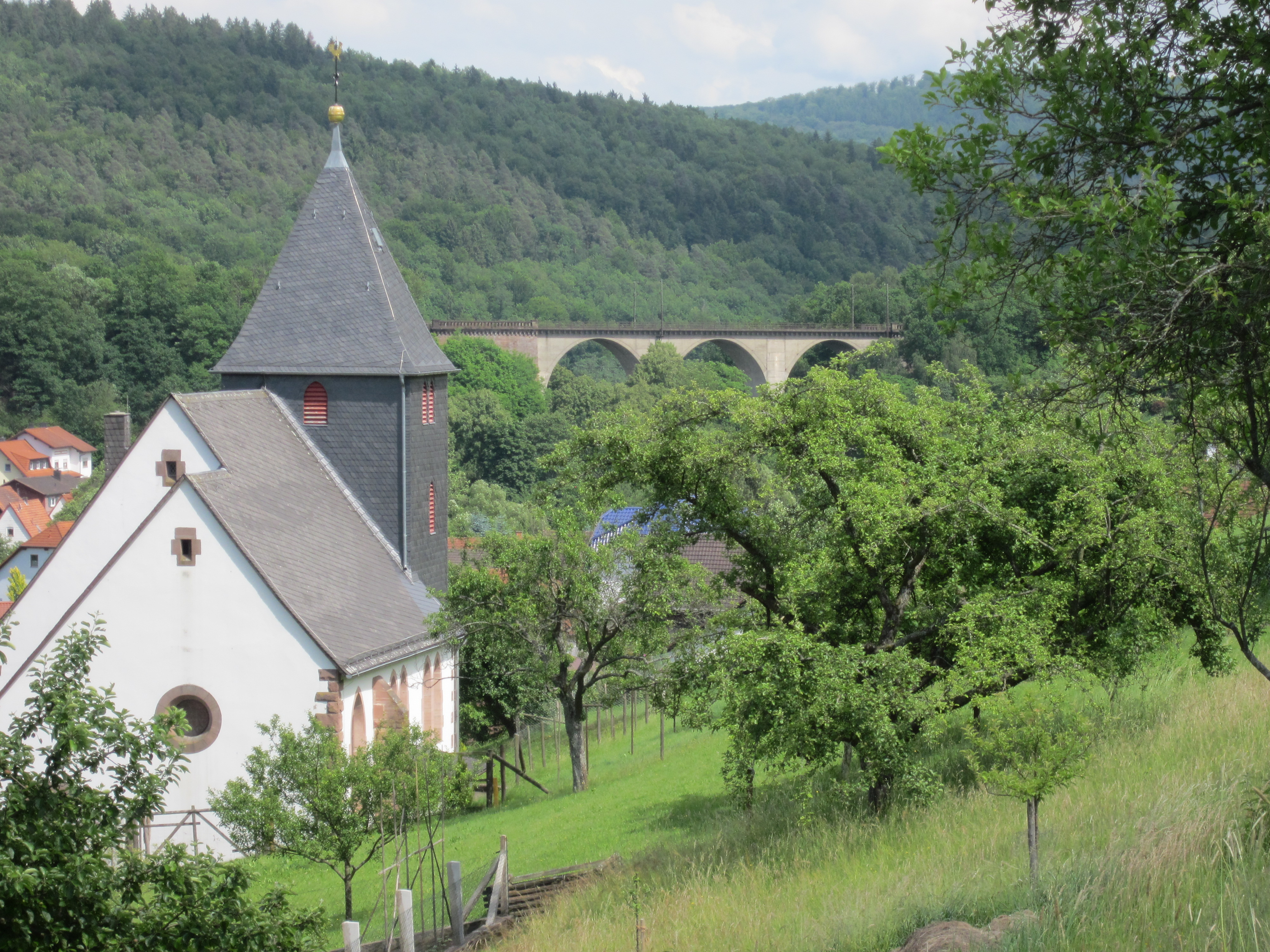
Ortsansicht von Westen mit Kirche und Viadukt

Jossa ist ein Ortsteil der Gemeinde Sinntal im osthessischen Main-Kinzig-Kreis. Jossa liegt im Naturpark Spessart und ist staatlich anerkannter Erholungsort.

## Geographie
Der Fluss Jossa, der im Spessart in Lettgenbrunn entspringt, mündet östlich des Dorfes in die Sinn. In diesem Bereich liegt auch das Naturschutzgebiet „Schachblumenwiesen“ in der die geschützte Schachblume (Fritillaria meleagris) gedeiht. Das Tal der Sinn bildet hier die Grenze zwischen den Mittelgebirgen Spessart und Rhön. Die südliche Gemarkungsgrenze von Jossa ist gleichzeitig die Grenze zwischen den Bundesländern Hessen und Bayern (Unterfranken).
Das Ortsbild ist durch den Jossaviadukt geprägt, eine ursprünglich vierbögige Eisenbahnbrücke über die Jossa, kurz vor deren Einmündung in die Sinn. Nachdem sie von Truppen der Deutschen Wehrmacht am 4. April 1945 gesprengt wurde, konnten die amerikanischen Besatzungstruppen sie bereits am 27. Mai 1945 behelfsmäßig wieder instandsetzen, um die wichtige Nord-Süd-Bahnlinie wieder befahrbar zu machen. Eine Neubrücke wurde schließlich am 27. Oktober 1951 eingeweiht. Diese Betonbrücke, erbaut von der Firma Bödicker aus Dörnigheim, bestand nun aus zwei statt drei Pfeilern und drei statt vier Rundbögen. Sie überquert das Jossatal in 32 Metern Höhe und ist Bestandteil der alten Nord-Süd-Strecke Fulda–Würzburg. Zum Teil verkehren auch Güterzüge der Relation Frankfurt–Würzburg über Jossa.

## Geschichte

### Ortsgeschichte
Die älteste bekannte schriftliche Erwähnung von Jossa erfolgte im Jahr 1734. Im Jahr 1698 wurde urkundlich in der Gegend des heutigen Ortes erstmals ein Joßmüller genannt, der zunächst eine Getreidemühle, später auch eine Holzschneidemühle an der Jossa besaß. Sein Wohnhaus war wohl das erste Haus in Jossa. Das eigentliche Dorf wurde in den Jahren 1725 bis 1730 von Einwohnern von Breunings und Burgjoß angelegt und bereits 1734 als Jossa genannt.
Pfarrlich gehörte Jossa zur Pfarrei Neuengronau, wo der Ort ab 1760 einzeln geführt wird. Zuständig war die Kirche in Altengronau, wo auch die zuständige Volksschule gelegen war. Ab 1740 hatte Jossa mit Kaspar Buchhold seinen ersten eigenen Lehrer. Weil noch kein Schulgebäude vorhanden war, zog er mit seinen Schülern im Ort von Haus zu Haus. Das erste Schulhaus wurde 1797 in der Ortsmitte errichtet. Nach wenigen Jahrzehnten war dies aber schon zu klein und wurde im Jahr 1847 durch ein neues großes Schulgebäude im Küppelweg ersetzt. Weil man erst ab 1910 über eine eigene Kirche verfügte, war in diesem Gebäude auch ein Betsaal untergebracht. Auf dem Gebäude befand sich ein kleiner Glockenturm mit einer Glocke.
Im Jahr 1895 löste sich Jossa von der Kirchengemeinde Neuengronau und schloss sich als Filialgemeinde der Kirchengemeinde Marjoß an. 1909 wurde mit dem Bau einer eigenen Kirche begonnen, die 1910 eingeweiht wurde. Durch den Anstieg der Einwohnerzahlen musste ein Schulneubau mit zwei Klassenräumen errichtet werden, der im vorletzten Kriegsjahr 1944 bezogen wurde. 1952 wurde gegenüber dem Hauptgebäude noch ein dritter Schulsaal errichtet, der mittlerweile als Schulungsraum in das Feuerwehrhaus des Ortes integriert ist. Eine Turnhalle, die auch für gesellige und kulturelle Veranstaltungen genutzt wird, entstand 1962. Seit 2013 ist die Schule in Jossa geschlossen. Die Grundschüler besuchen die Hans-Elm-Schule im Nachbarort Altengronau. Die wirtschaftliche Entwicklung des Ortes wurde besonders Ende des 19. und die ersten Jahrzehnte des 20. Jahrhunderts günstig beeinflusst durch den Eisenbahnbau Gemünden–Fulda und Jossa–Bad Brückenau-Wildflecken. Auch die ersten Feriengäste kamen in den 1950er-Jahren mit der Eisenbahn nach Jossa, zumal hier auch Schnellzüge hielten.
Hessische Gebietsreform (1970–1977)
Zum 1. Juli 1974 wurde die bis dahin selbständige Gemeinde Jossa im Zuge der Gebietsreform in Hessen kraft Landesgesetz in die zuvor neu gebildete Gemeinde Sinntal eingegliedert. Für Jossa wurde, wie für die übrigen Ortsteile von Sinntal, ein Ortsbezirk mit Ortsbeirat und Ortsvorsteher nach der Hessischen Gemeindeordnung gebildet.

### Verwaltungsgeschichte im Überblick
Die folgende Liste zeigt die Staaten und Verwaltungseinheiten, denen Jossa angehört(e):
- bis 1803: Heiliges Römisches Reich, Landgrafschaft Hessen-Kassel, Amt Altengronau
- ab 1803: Heiliges Römisches Reich, Landgrafschaft Hessen-Kassel, Fürstentum Hanau, Amt Altengronau
- ab 1806: Landgrafschaft Hessen-Kassel,[Anm. 2] Fürstentum Hanau, Amt Altengronau
- 1807–1810: Kaiserreich Frankreich,[Anm. 3] Fürstentum Hanau, Amt Altengronau (Militärverwaltung)
- 1810–1813: Großherzogtum Frankfurt, Departement Hanau, Distrikt Altengronau
- ab 1816: Kurfürstentum Hessen,[Anm. 4] Fürstentum Hanau, Amt Altengronau[9]
- ab 1821: Kurfürstentum Hessen, Provinz Hanau, Kreis Schlüchtern[10][Anm. 5]
- ab 1848: Kurfürstentum Hessen, Bezirk Hanau
- ab 1851: Kurfürstentum Hessen, Provinz Hanau, Kreis Schlüchtern
- ab 1867: Königreich Preußen,[Anm. 6] Provinz Hessen-Nassau, Regierungsbezirk Kassel, Kreis Schlüchtern
- ab 1871: Deutsches Reich, Königreich Preußen, Provinz Hessen-Nassau, Regierungsbezirk Kassel, Kreis Schlüchtern
- ab 1918: Deutsches Reich (Weimarer Republik), Freistaat Preußen, Provinz Hessen-Nassau, Regierungsbezirk Kassel, Kreis Schlüchtern
- ab 1944: Deutsches Reich, Freistaat Preußen, Provinz Nassau, Landkreis Schlüchtern
- ab 1945: Amerikanische Besatzungszone,[Anm. 7] Groß-Hessen, Regierungsbezirk Wiesbaden, Landkreis Schlüchtern
- ab 1946: Amerikanische Besatzungszone, Hessen, Regierungsbezirk Wiesbaden, Landkreis Schlüchtern
- ab 1949: Bundesrepublik Deutschland, Hessen, Regierungsbezirk Wiesbaden, Landkreis Schlüchtern
- ab 1968: Bundesrepublik Deutschland, Hessen, Regierungsbezirk Darmstadt, Landkreis Schlüchtern
- ab 1974: Bundesrepublik Deutschland, Hessen, Regierungsbezirk Darmstadt, Main-Kinzig-Kreis, Gemeinde Sinntal[Anm. 8]

## Bevölkerung

### Einwohnerstruktur 2011
Nach den Erhebungen des Zensus 2011 lebten am Stichtag dem 9. Mai 2011 in Jossa 612 Einwohner. Darunter waren 15 (2,5 %) Ausländer. Nach dem Lebensalter waren 105 Einwohner unter 18 Jahren, 219 zwischen 18 und 49, 135 zwischen 50 und 64 und 153 Einwohner waren älter. Die Einwohner lebten in 252 Haushalten. Davon waren 57 Singlehaushalte, 81 Paare ohne Kinder und 87 Paare mit Kindern, sowie 24 Alleinerziehende und 3 Wohngemeinschaften. In 63 Haushalten lebten ausschließlich Senioren und in 144 Haushaltungen lebten keine Senioren.

### Einwohnerentwicklung
| Quelle: Historisches Ortslexikon |                             |
| • 1747:                          | 19 Haushaltungen            |
| • 1812:                          | 25 Feuerstellen, 394 Seelen |

| Jossa: Einwohnerzahlen von 1812 bis 2020 | Jossa: Einwohnerzahlen von 1812 bis 2020 | Jossa: Einwohnerzahlen von 1812 bis 2020 | Jossa: Einwohnerzahlen von 1812 bis 2020 | Jossa: Einwohnerzahlen von 1812 bis 2020 |
| --- | ---------------------------------------- | ---------------------------------------- | ---------------------------------------- | ---------------------------------------- |
| Jahr |                                          |                                          |                                          | Einwohner                                |
| 1812 | 1812                                     |                                          | 394                                      | 394                                      |
| 1834 | 1834                                     |                                          | 372                                      | 372                                      |
| 1840 | 1840                                     |                                          | 391                                      | 391                                      |
| 1846 | 1846                                     |                                          | 402                                      | 402                                      |
| 1852 | 1852                                     |                                          | 707                                      | 707                                      |
| 1858 | 1858                                     |                                          | 398                                      | 398                                      |
| 1864 | 1864                                     |                                          | 413                                      | 413                                      |
| 1871 | 1871                                     |                                          | 534                                      | 534                                      |
| 1875 | 1875                                     |                                          | 425                                      | 425                                      |
| 1885 | 1885                                     |                                          | 461                                      | 461                                      |
| 1895 | 1895                                     |                                          | 435                                      | 435                                      |
| 1905 | 1905                                     |                                          | 518                                      | 518                                      |
| 1910 | 1910                                     |                                          | 598                                      | 598                                      |
| 1925 | 1925                                     |                                          | 598                                      | 598                                      |
| 1939 | 1939                                     |                                          | 647                                      | 647                                      |
| 1946 | 1946                                     |                                          | 901                                      | 901                                      |
| 1950 | 1950                                     |                                          | 891                                      | 891                                      |
| 1956 | 1956                                     |                                          | 765                                      | 765                                      |
| 1961 | 1961                                     |                                          | 743                                      | 743                                      |
| 1967 | 1967                                     |                                          | 745                                      | 745                                      |
| 1970 | 1970                                     |                                          | 734                                      | 734                                      |
| 1979 | 1979                                     |                                          | 738                                      | 738                                      |
| 1990 | 1990                                     |                                          | 717                                      | 717                                      |
| 1995 | 1995                                     |                                          | 746                                      | 746                                      |
| 2000 | 2000                                     |                                          | 691                                      | 691                                      |
| 2005 | 2005                                     |                                          | 664                                      | 664                                      |
| 2010 | 2010                                     |                                          | 655                                      | 655                                      |
| 2011 | 2011                                     |                                          | 612                                      | 612                                      |
| 2015 | 2015                                     |                                          | 641                                      | 641                                      |
| 2020 | 2020                                     |                                          | 602                                      | 602                                      |
| Datenquelle: Historisches Gemeindeverzeichnis für Hessen: Die Bevölkerung der Gemeinden 1834 bis 1967. Wiesbaden: Hessisches Statistisches Landesamt, 1968. Weitere Quellen: LAGIS; nach 1970: Gemeinde Sinntal; Zensus 2011 |                                          |                                          |                                          |                                          |

### Historische Religionszugehörigkeit
| • 1885: | 421 evangelische (= 97,23 %), 12 katholische (= 2,77 %) Einwohner |
| • 1961: | 683 evangelische (= 91,92 %), 58 katholische (= 7,81 %) Einwohner |

## Politik
Langjähriger Ortsvorsteher war Günter Walther (von 1997 bis 2016). Nachfolger wurde am 26. April 2016 sein Sohn Stefan Walther.

## Regelmäßige Veranstaltungen
- Jährliche Theateraufführungen der Laienspielgruppe in der Mehrzweckhalle
- Chorkonzert mit Gastchören
- Weihnachtsmarkt mit Bläserchor, Chorgesang und Weihnachtsspielen der Kinder
- Modelleisenbahnausstellungen von „Modellbahnzentrum Sinntal“ am Bahnhof Jossa

## Wirtschaft und Infrastruktur

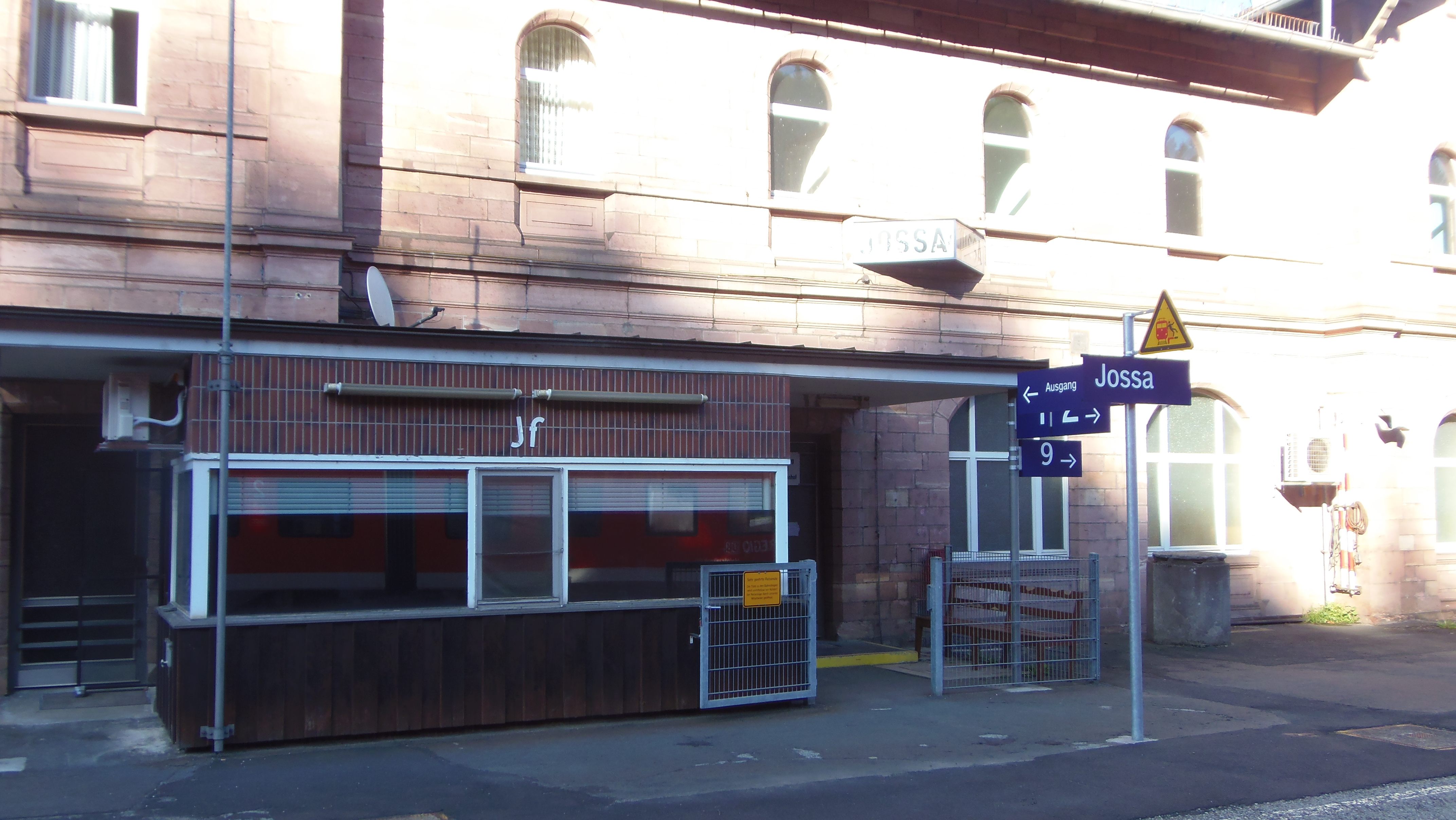
Bahnhof Jossa

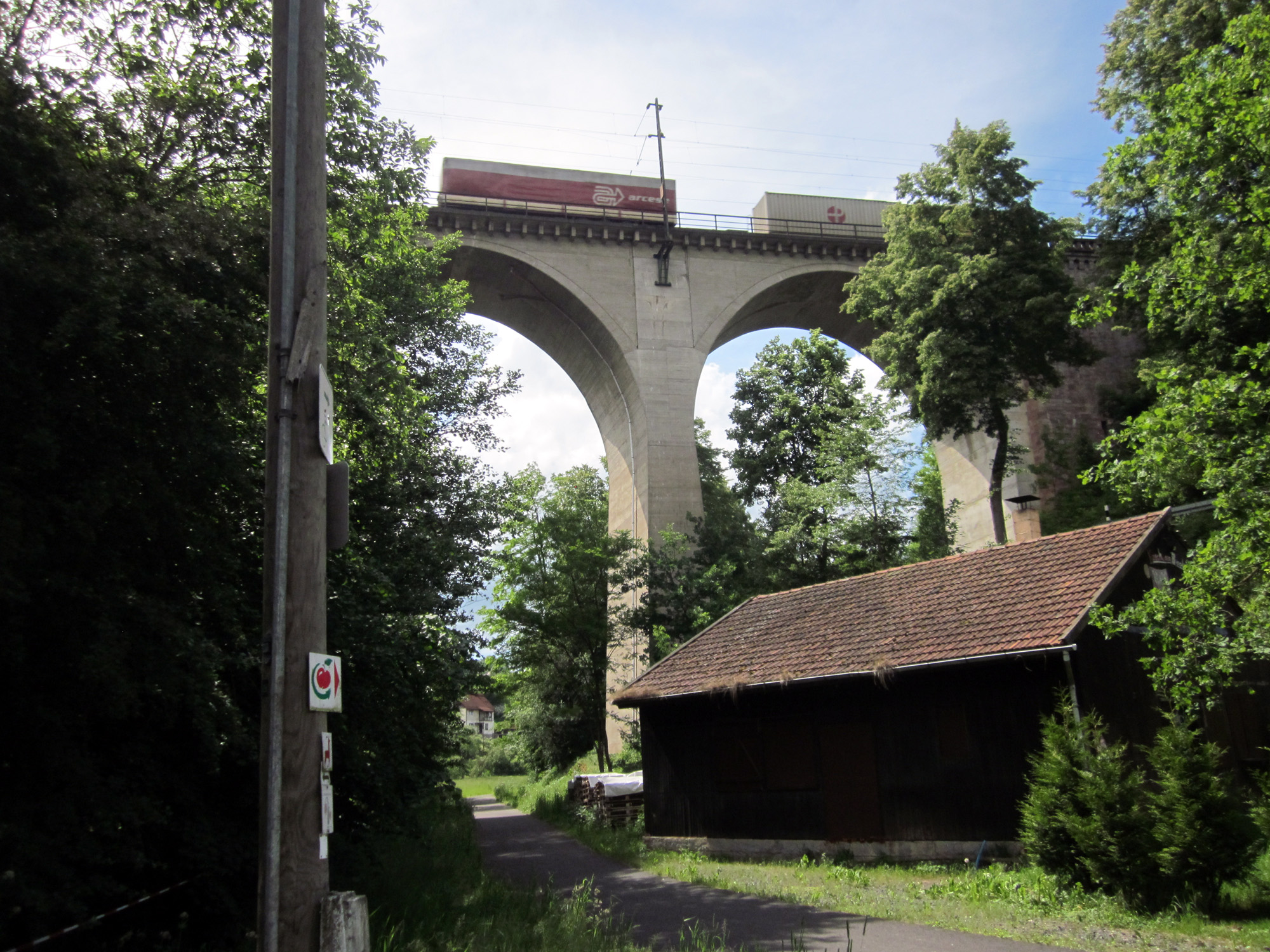
Viadukt über das Tal der Jossa von Osten aus

Der Bahnhof Jossa liegt an der Bahnstrecke Flieden–Gemünden. Hier verkehren Regionalzüge der Relation Schlüchtern–Würzburg–Bamberg, von denen einige auch in Jossa beginnen bzw. enden. Vom Bahnhof zweigte außerdem die Bahnstrecke Jossa–Wildflecken nach Bad Brückenau und weiter nach Wildflecken ab, auf der der Gesamtverkehr seit 31. März 2005 eingestellt ist. Die Strecke ist seither auch offiziell stillgelegt. Es besteht jedoch eine Linienbusverbindung. Die Schnellfahrstrecke Hannover–Würzburg führt östlich an der Gemarkung Jossa weitgehend im Tunnel Altengronauer Forst vorbei.
Der Ort ist von den Autobahnanschlussstellen der A 66 (Bad Soden-Salmünster beziehungsweise Steinau) und der A 7 (Bad Brückenau) etwas mehr als 20 km entfernt.
Der im Wettbewerb „Unser Dorf soll schöner werden“ mehrfach ausgezeichnete Ort besitzt zehn Rundwanderwege unterschiedlicher Länge. Der 25 km lange Kulturradweg „Perlen der Jossa“ führt von Jossa in den Spessart nach Villbach. Anschluss besteht durch den Radfernweg R2 durch das Tal der Sinn sowohl nach Mainfranken als auch in die Rhön. Weitere Anlagen sind:
- Freizeitanlage in der Talaue mit Kneipp-Anlage,
- Spielplatz und Sportplatz mit Trainings- und Hauptfeld
- vielseitig nutzbare Spielfläche (im Winter als Eisfläche hergerichtet)
- Angelmöglichkeiten und Beobachtung der hier ansässigen Biber
- Grillplatz mit Schutzhütte
- Wellness-Oase in einem ortsansässigen Hotel